# Libro de Josué

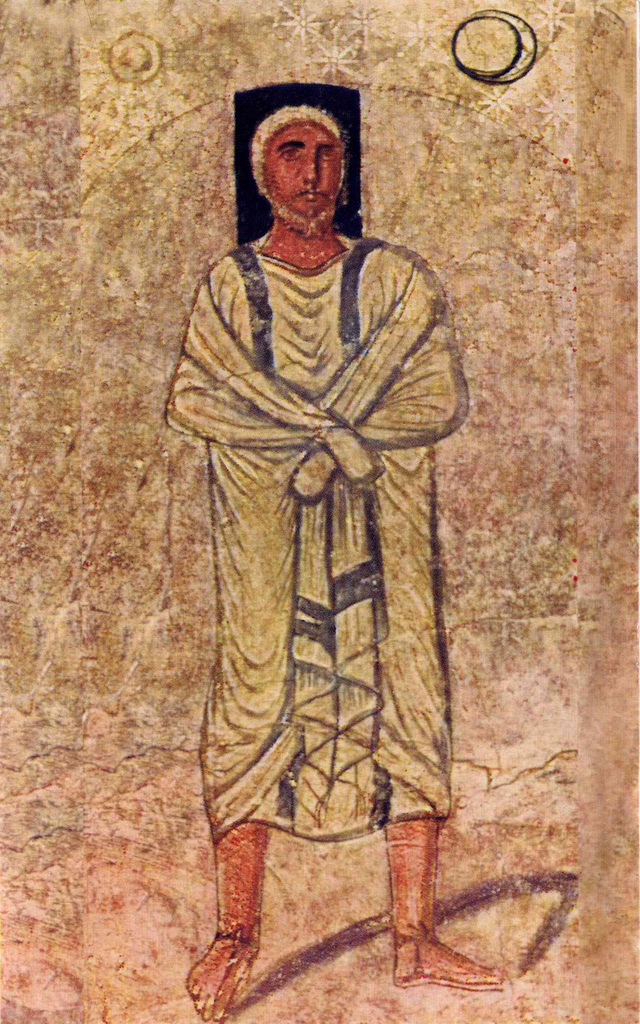
Josué, representado entre el sol y la luna en un fresco de la Sinagoga de Dura Europos, 244-256 d. C.

El Libro de Josué  (en hebreo: ספר יהושע‎, Sefer Yehoshúa) es el primer libro de los Nevi'im —segunda de las tres partes en que se divide el Tanaj— y sexto libro del Antiguo Testamento. Se encuentra ubicado entre el Deuteronomio (último libro del Pentateuco), que termina con la muerte de Moisés a las puertas de Canaán, y el Libro de los Jueces. 
El libro narra la entrada de los israelitas a la Tierra Prometida bajo el liderazgo de Josué, y de servir a Dios en la tierra. Toma su nombre a partir del hombre que sucedió a Moisés como líder de las tribus hebreas.
Junto con el Deuteronomio, Jueces, 1 Samuel, 2 Samuel, 1 Reyes y 2 Reyes, pertenece a una tradición de la historia y la ley judía, llamada deuteronomista, que se comenzó a escribir hacia el 550 a. C. durante el exilio babilónico.
El consenso entre los eruditos es que el Libro de Josué, aunque pueda estar basado en hechos reales, es históricamente problemático y debe ser utilizado con cautela para la reconstrucción de la historia del Israel primitivo. Las primeras partes del libro son posiblemente los capítulos 2-11, el relato de la conquista; estos capítulos se incorporaron más tarde a una forma temprana de Josué escrita probablemente a finales del reinado del rey Josías (reinó 640-609 a. C.), pero el libro no se completó hasta después de la caída de Jerusalén en manos del Imperio neobabilónico en 586 a. C., y posiblemente no hasta después del regreso del exilio babilónico en 539 a. C.: 10–11 
Muchos eruditos interpretan que el libro de Josué se refiere a lo que ahora se consideraría genocidio. Otros eruditos argumentan que llamar "genocidio" a lo que relata el libro de Josué es anacrónico e incorrecto.

## Contenido

### La comisión de Dios a Josué (capítulo 1)
El libro comienza con una breve introducción en donde Josué es designado por Yahvé como sucesor de Moisés, con el compromiso de introducir al pueblo de Israel en la Tierra Prometida. (Josué) Josué se había destacado ya en el libro del Éxodo por su valor en la batalla contra los Amalecitas, (Éxodo) y en el libro Números es uno de los hombres enviados por Moisés a explorar la tierra de Canaán. (Números)

### Entrada a la Tierra y su conquista (capítulos 2-12)
El libro narra detalladamente una serie de victorias en la Tierra Prometida (Josué), involucrando a Jericó y Ai, extendiéndose luego hacia el sur y hacia el norte.

### División de la tierra (capítulos 13-21)
Posteriormente, el reparto que su protagonista efectúa entre las distintas tribus (Josué). Siguen a continuación algunos apéndices  que dan cuenta de la Asamblea de Siquem y de las disposiciones de Josué.

### Despedida de Josué (capítulos 22-24)
Por último, el libro termina con el discurso de despedida al pueblo de Josué y su muerte. (Josué)

## Estructura
I. Traspaso del liderazgo a Josué (1:1–18)
A. El encargo de Dios a Josué (1:1–9)
B. Las instrucciones de Josué al pueblo (1:10–18)

II. Entrada y conquista de Canaán (2:1–12:24)

A. Entrada en Canaán

1. Reconocimiento de Jericó (2:1–24)

2. Cruce del río Jordán (3:1–17)

3. Establecimiento de un punto de apoyo en Gilgal (4:1–5:1)

4. Circuncisión y Pascua (5:2–15)

B. Victoria sobre Canaán (6:1–12:24)

1. Destrucción de Jericó (6)

2. Fracaso y éxito en Ai (7:1–8:29)

3. Renovación del pacto en el monte Ebal (8:30–35)

4. Otras campañas en el centro de Canaán. El engaño de los gabaonitas (9:1–27)

5. Campañas en el sur de Canaán (10:1–43)

6. Campañas en el norte de Canaán (11:1–15)

7. Resumen de las tierras conquistadas (11:16–23)

8. Lista resumida de los reyes derrotados (12:1–24)

III. División de la tierra entre las tribus (13:1–22:34)

A. Instrucciones de Dios a Josué (13:1–7)

B. Asignación de las tribus (13:8–19:51)

1. Tribus orientales (13:8–33)

2. Tribus occidentales (14:1–19:51)

C. Ciudades de refugio y ciudades levíticas (20:1–21:42)

D. Resumen de la conquista (21:43–45)

E. Desmantelamiento de las tribus orientales (22:1–34)

IV. Conclusión (23:1–24:33)

A. Discurso de despedida de Josué (23:1–16)

B. Pacto en Siquem (24:1–28)

C. Muertes de Josué y Eleazar; entierro de los huesos de José (24:29–33)

## Narrativa

### El encargo de Dios a Josué (capítulo 1)

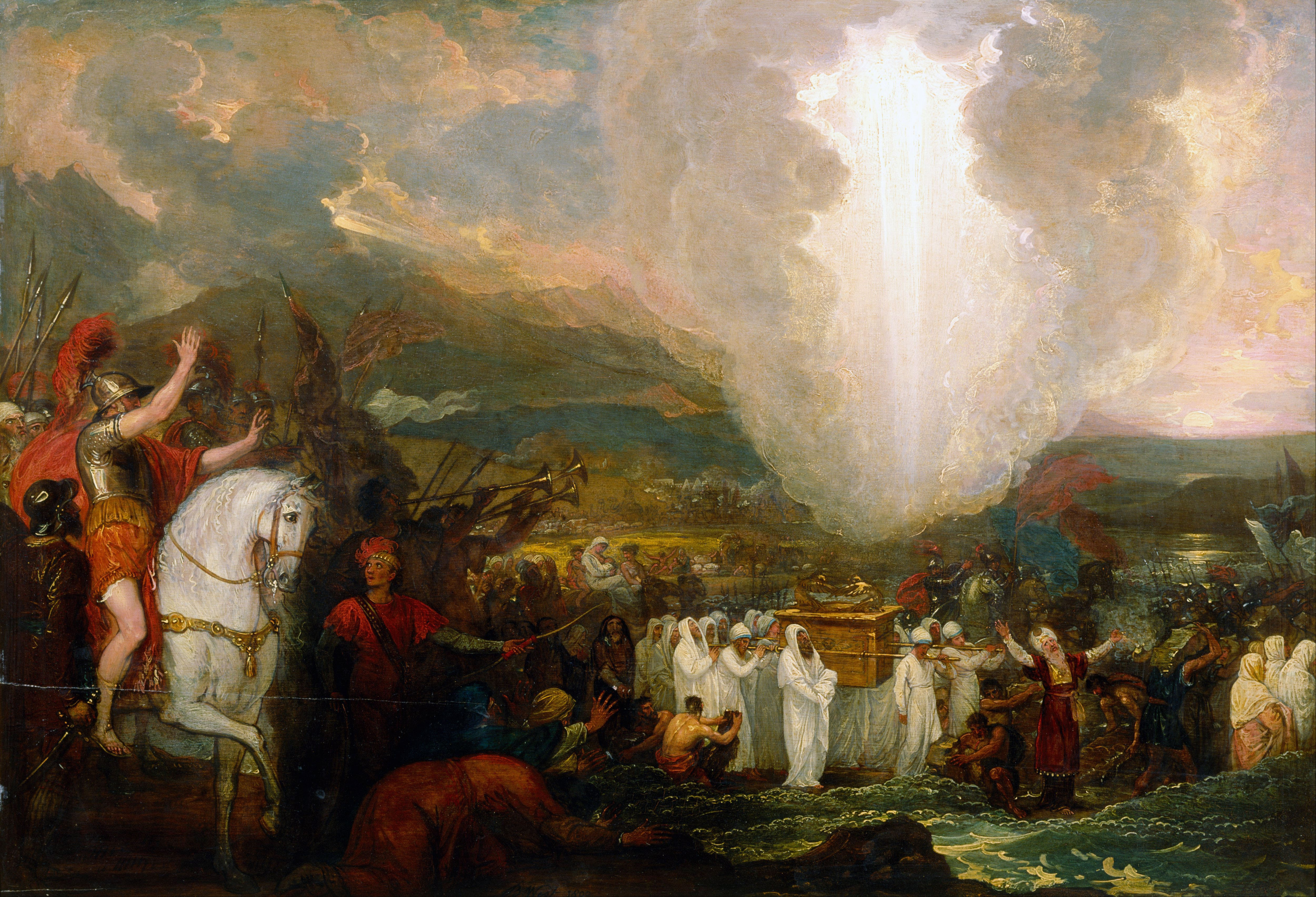
Josué cruzando el río Jordán con el Arca de la Alianza, pintado por Benjamin West, 1800

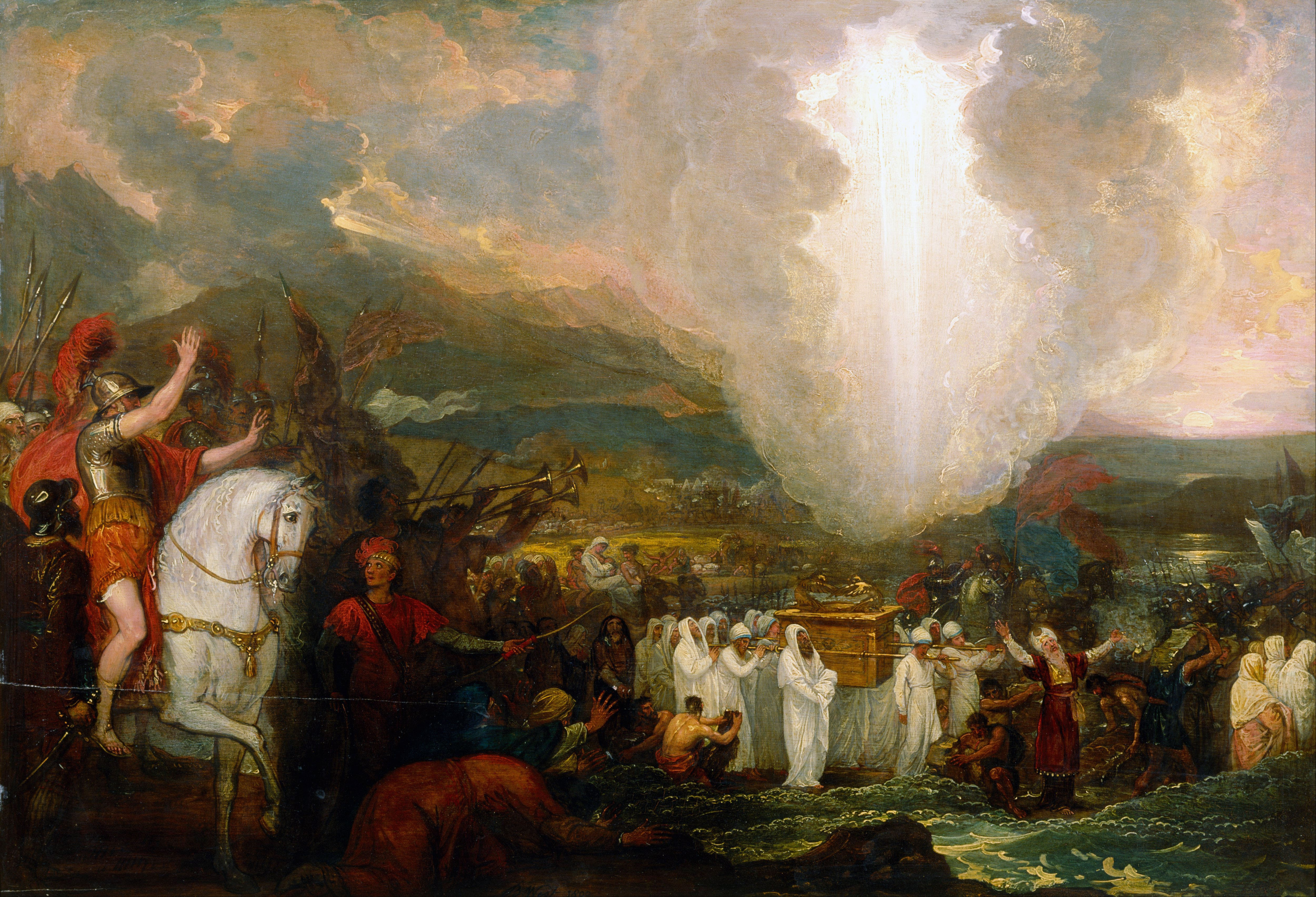
“'Josué cruzando el río Jordán con el Arca de la Alianza”', pintado por Benjamin West, 1800

El capítulo 1 comienza «después de la muerte de Moisés» y presenta el primero de los tres momentos importantes de Josué, marcados por discursos y reflexiones de los personajes principales; aquí, primero Dios, y luego Josué, pronuncian discursos sobre el objetivo de la conquista de la Tierra Prometida; en el capítulo 12, el narrador repasa la conquista; y en el capítulo 23 Josué pronuncia un discurso sobre lo que hay que hacer para que Israel viva en paz en la tierra.: 49 
Dios encarga a Josué que tome posesión de la tierra y le advierte que mantenga la fe en el pacto mosaico. El discurso de Dios presagia los temas principales del libro: el cruce del río Jordán y la conquista de la tierra, su distribución y la necesidad imperiosa de obedecer la Ley. La obediencia inmediata de Josué se ve en sus discursos a los comandantes israelitas y a las tribus transjordanas, y la afirmación de los transjordanos del liderazgo de Josué se hace eco de las garantías de victoria de Yahvé.: 175 

## Naturaleza del libro
Un simple vistazo al conjunto del libro nos hace ver que consta de tres partes:
la conquista de Canaán (caps. 1-12), la distribución de los territorios conquistados (caps. 13-21) y la unidad de Israel fundada en la fe (caps. 22-24).
El Libro de Josué forma un corpus ideológico y conceptual con los libros del Pentateuco: así como el Génesis importa una promesa y los otros cuatro libros de la Torá son los libros de los mandamientos y las leyes, Josué es el libro donde se relatan las realizaciones, en el que Yahveh se evidencia fiel a sus promesas, las que cumple acabadamente cuando el pueblo judío lo obedece con docilidad.

#### El encargo de Dios a Josué (capítulo 1)
El capítulo 1 comienza «después de la muerte de Moisés» y presenta el primero de los tres momentos importantes de Josué, marcados por discursos y reflexiones de los personajes principales; aquí, primero Dios, y luego Josué, pronuncian discursos sobre el objetivo de la conquista de la Tierra Prometida; en el capítulo 12, el narrador repasa la conquista; y en el capítulo 23 Josué pronuncia un discurso sobre lo que hay que hacer para que Israel viva en paz en la tierra.: 49 
Dios encarga a Josué que tome posesión de la tierra y le advierte que mantenga la fe en el pacto mosaico. El discurso de Dios presagia los temas principales del libro: el cruce del río Jordán y la conquista de la tierra, su distribución y la necesidad imperiosa de obedecer la Ley. La obediencia inmediata de Josué se ve en sus discursos a los comandantes israelitas y a las tribus transjordanas, y la afirmación de los transjordanos del liderazgo de Josué se hace eco de las garantías de victoria de Yahvé.: 175 

#### Entrada en la tierra y conquista (capítulos 2-12)

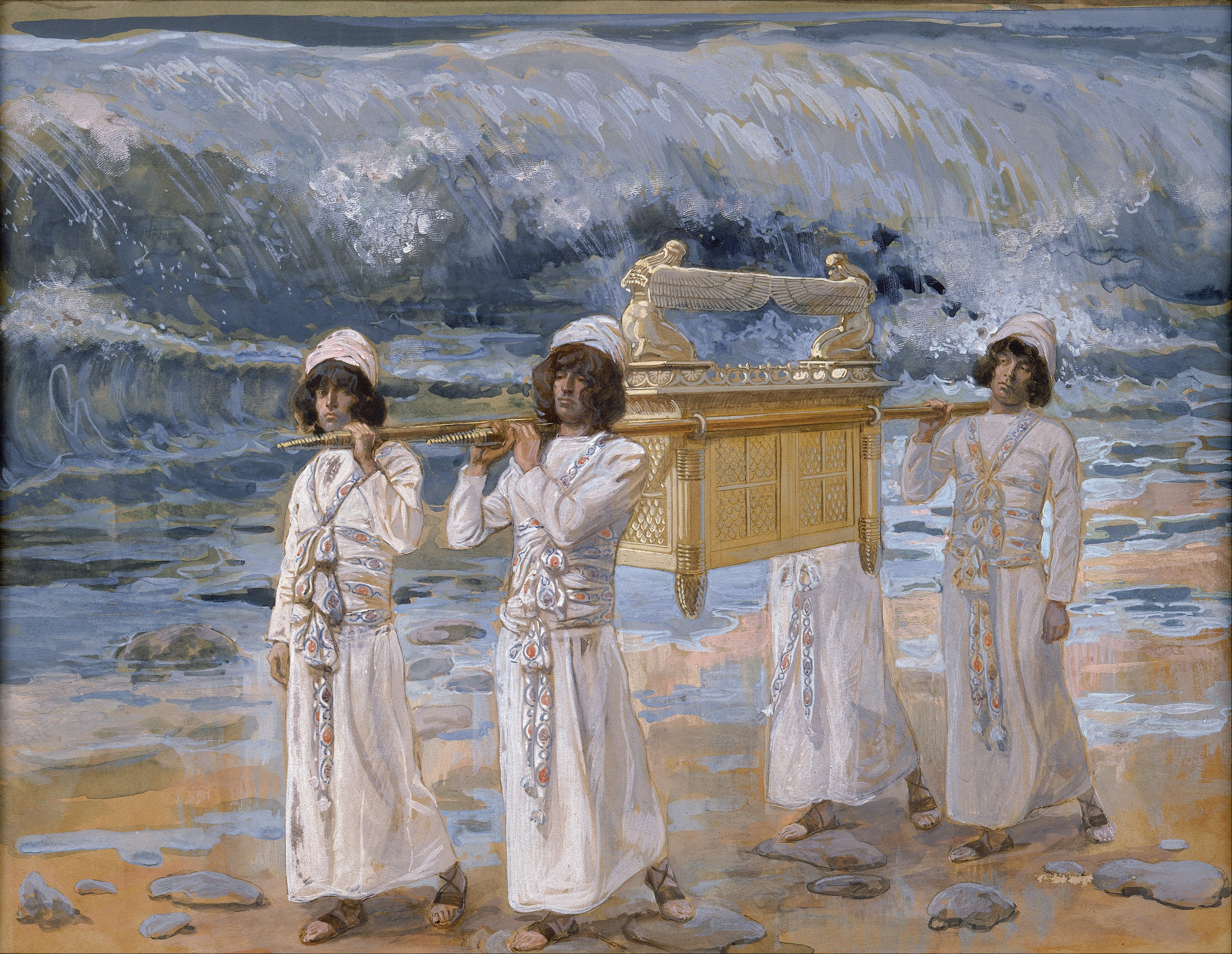
“'El arca cruza el Jordán”' (acuarela, c. 1896-1902, de James Tissot)

Rahab, una mujer de la Biblia cananea, pone en marcha la entrada de los israelitas en Canaán. Para evitar repetir los intentos fallidos de Moisés de que hombres notables de Israel predijeran la tasa de éxito de la entrada en Canaán mencionada en el libro de los Números, Josué encarga a dos hombres corrientes que entren en Jericó como espías. Llegan a la casa de Rahab y pasan la noche allí. El rey de Jericó, al enterarse de la posible presencia de espías israelitas, exige a Rahab que le revele el paradero de los hombres. Ella le dice que no sabe dónde están, cuando en realidad los ha escondido en su tejado bajo un montón de lino. A la mañana siguiente, Rahab profesa su fe en Dios a los hombres y reconoce su creencia de que Canaán estaba reservada por Dios para los israelitas desde el principio. Gracias a las acciones de Rahab, los israelitas pueden entrar en Canaán. 
Los israelitas cruzan el río Jordán gracias a una intervención milagrosa de Dios con el Arca de la Alianza y son circuncidados en Gibeath-Haaraloth (traducido como «colina de los prepucios»), renombrado Gilgal en memoria de ello. «Gilgal» suena como «Gallothi», «he quitado», pero es más probable que se traduzca como «círculo de piedras erguidas». La conquista comienza con la batalla de Jericó, seguida de Ai (Canaán central), tras lo cual Josué construye un altar a Yahvé en el monte Ebal en el norte de Canaán y renueva la Alianza en una ceremonia con elementos de una ceremonia divina de concesión de tierras, similar a las ceremonias conocidas en Mesopotamia.: 180 
La narración pasa entonces al sur. Los gibeonitas engañan a los israelitas para que se alíen con ellos diciendo que no son cananeos. A pesar de ello, los israelitas deciden mantener la alianza y los esclavizan en su lugar. Una alianza de reinos amorreos encabezada por el rey cananeo de Jerusalén ataca a los gabaonitas, pero son derrotados con la ayuda milagrosa de Yahvé, que detiene el Sol y la Luna y lanza grandes piedras de granizo (Josué 10:10-14). Los reyes enemigos fueron finalmente ahorcados en árboles. El autor deuteronomista pudo haber utilizado la reciente campaña del 701 a. C. del rey asirio Senaquerib en el Reino de Judá como modelo; el ahorcamiento de los reyes capturados está en consonancia con la práctica asiria del siglo VIII a. C. 
Con el sur conquistado, la narración se traslada a la campaña del norte. Una poderosa coalición multinacional (o, más exactamente, multiétnica) encabezada por el rey de Hazor, la ciudad más importante del norte, es derrotada en la batalla de las aguas de Merom con la ayuda de Yahvé. A continuación, Hazor es capturada y destruida. El capítulo 11:16-23 resume el alcance de la conquista: Josué ha tomado toda la tierra, casi en su totalidad mediante victorias militares, y solo los gabaonitas aceptan condiciones pacíficas con Israel. La tierra entonces «descansó de la guerra» (Josué 11:23, repetido en 14:15). El capítulo 12 enumera los reyes vencidos a ambos lados del río Jordán: los dos reyes que gobernaban al este del Jordán y que fueron derrotados bajo el liderazgo de Moisés (Josué 12:1-6; cf. Números 21), y los 31 reyes al oeste del Jordán que fueron derrotados bajo el liderazgo de Josué (Josué 12:7-24). La lista de los 31 reyes es cuasi tabular:

#### División de la tierra (capítulos 13-22)

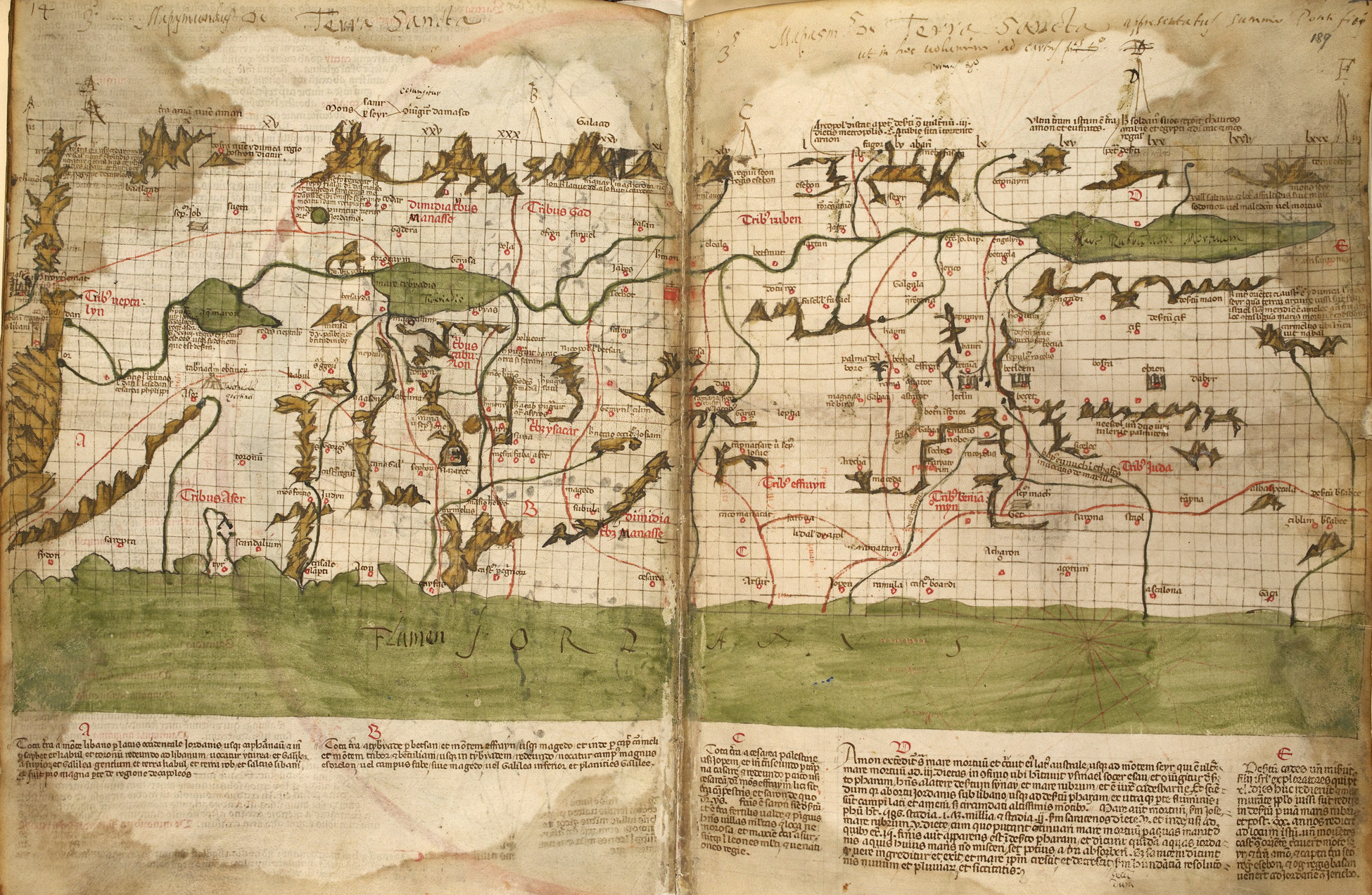
Mapa de Tierra Santa, Pietro Vesconte, 1321, que muestra las asignaciones de las tribus de Israel. Descrito por Adolf Erik Nordenskiöld como «el primer mapa no ptolemaico de un país definido».

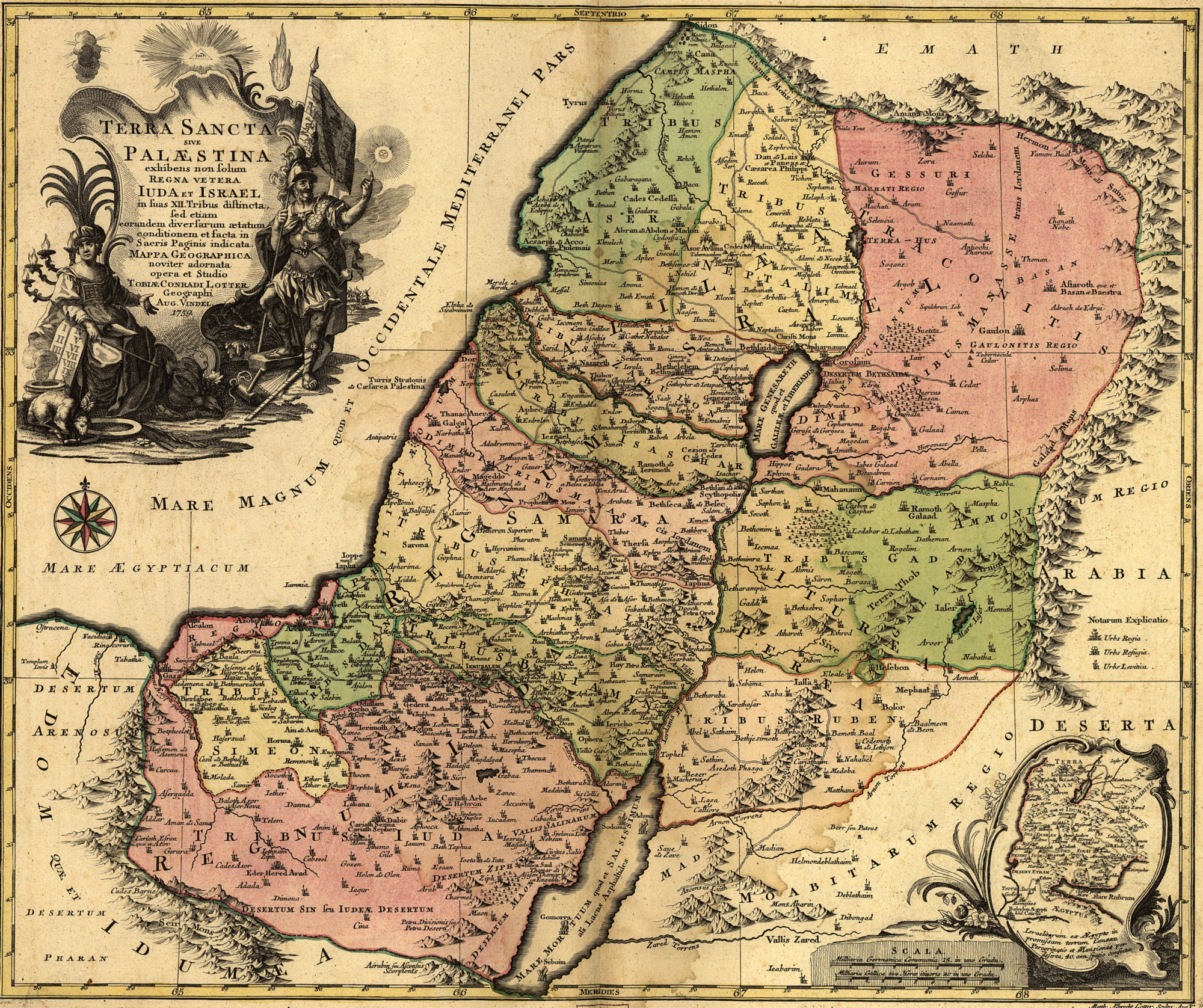
Mapa de 1759 de las asignaciones tribales de Israel

Tras describir cómo los israelitas y Josué han llevado a cabo la primera de las órdenes de su Dios, la narración pasa ahora a la segunda: «poner al pueblo en posesión de la tierra». Josué es «viejo, avanzado (o afligido) en años» en este momento.
Esta distribución de la tierra es una «concesión de tierra por pacto»: Yahvé, como rey, está otorgando a cada tribu su territorio.: 183  Las «ciudades de refugio» y las ciudades levíticas se añaden al final, ya que es necesario que las tribus reciban sus concesiones antes de asignar partes de ellas a otros. Las tribus transjordanas son despedidas, afirmando su lealtad a Yahvé.
El libro reafirma la asignación de Moisés de la tierra al este del Jordán a las tribus de Rubén y Gad y la media tribu de Manasés, y luego describe cómo Josué dividió la tierra recién conquistada de Canaán en parcelas y las asignó a las tribus por sorteo. Josué 14:1 también hace referencia al papel del sacerdote Eleazar (por delante de Josué) en el proceso de distribución. La descripción tiene una función teológica para mostrar cómo se cumplió la promesa de la tierra en la narración bíblica; sus orígenes no están claros, pero las descripciones pueden reflejar las relaciones geográficas entre los lugares mencionados.: 5 
El texto de Josué 18:1-4 sugiere que las tribus de Rubén, Gad, Judá, Efraín y Manasés recibieron su asignación de tierras algún tiempo antes que las «siete tribus restantes», y una expedición de 21 miembros partió para inspeccionar el resto de la tierra con el fin de organizar la asignación a las tribus de Simeón, Benjamín, Aser, Neftalí, Zabulón, Isacar y Dan. Posteriormente, se asignaron 48 ciudades con sus tierras circundantes a la tribu de Leví.
Omitido en el Texto Masorético, pero presente en la Septuaginta, hay una declaración que dice:

Josué completó la división de la tierra dentro de sus límites, y los hijos dieron una porción a Josué, por mandato del Señor. Le dieron la ciudad que él había pedido, Thamnath Sarach le dieron en el monte de Efraín, y Josué edificó la ciudad y habitó en ella. Y Josué tomó las navajas con las que había circuncidado a los hijos de Israel, que estaban en el camino del desierto, y las puso en Tamnat Sarach.

Al final del capítulo 21, la narración registra que se cumplió la promesa de Dios de dar tierra, descanso y supremacía sobre los enemigos de los israelitas. Las tribus a las que Moisés había concedido tierras al este del Jordán están autorizadas a regresar a sus hogares en Gilead (aquí utilizado en el sentido más amplio para todo el distrito de Transjordania), tras haber «cumplido fielmente» su cometido de apoyar a las tribus que ocupaban Canaán. Se les conceden «riquezas... con mucho ganado, con plata, con oro, con bronce, con hierro y con mucha ropa» como recompensa.

#### Discursos de despedida de Josué (capítulos 23-24)
Josué, en su vejez y consciente de que «va por el camino de toda la tierra», reúne a los líderes de los israelitas y les recuerda las grandes obras de Yahvé en su favor y la necesidad de amar a Yahvé. Se dice a los israelitas, tal como se le había dicho al propio Josué — que deben cumplir «todo lo que está escrito en el libro de la ley de Moisés», sin «desviarse de ella ni a la derecha ni a la izquierda» (es decir, añadiendo o quitando algo de la ley).
Josué se reúne de nuevo con todo el pueblo en Siquem en el capítulo 24 y se dirige a ellos por segunda vez. Relata la historia de la formación de la nación israelita por parte de Dios, comenzando con «Terah, padre de Abraham y Nahor, [que] vivía más allá del río Éufrates y adoraba a otros dioses». Invitó a los israelitas a elegir entre servir al Señor, que los había liberado de Egipto, o a los dioses que sus antepasados habían servido al otro lado del Éufrates, o a los dioses de los amorreos en cuya tierra vivían ahora. El pueblo eligió servir al Señor, una decisión que Josué registró en el Libro de la Ley de Dios. A continuación, erigió una piedra conmemorativa «bajo la encina que estaba junto al santuario del Señor» en Siquem. La encina está asociada con la encina de Moreh, donde Abram había acampado durante sus viajes por esta zona. Así, «Josué hizo un pacto con el pueblo», literalmente «cortó un pacto», una frase común en hebreo, griego y lengua latina. Deriva de la costumbre del sacrificio, en la que las víctimas eran cortadas en pedazos y ofrecidas a la deidad invocada para ratificar el compromiso.
El pueblo volvió entonces a su heredad, es decir, a las tierras que le habían sido asignadas.

#### Elementos finales
El Libro de Josué termina con tres elementos finales (denominados «Dos adiciones» en la Biblia de Jerusalén):
La muerte de Josué y su entierro en Timnat-sera
El entierro de los huesos de José en Siquem
La muerte de Eleazar y su entierro en la tierra que pertenecía a Fineas en las montañas de Efraín.
No se concedieron ciudades levíticas a los descendientes de Aarón en Efraín, por lo que los teólogos Carl Friedrich Keil y Franz Delitzsch supusieron que la tierra podría haber estado en Geba, en el territorio de la tribu de Benjamín: «la situación, «en las montañas de Efraín», no contradice esta opinión, ya que estas montañas se extendían, según Jueces 4:5, etc., hasta el territorio de Benjamín».
En algunos manuscritos y ediciones de la Septuaginta, hay un versículo adicional relacionado con la apostasía de los israelitas tras la muerte de Josué.